# Erik Kostryzja
Erik Wolodymyrowytsch Kostryzja (ukrainisch Ерік Володимирович Костриця; englisch Erik Kostrytsya; * 18. September 1999) ist ein ukrainischer Leichtathlet, der sich auf den Sprint spezialisiert hat.

## Sportliche Laufbahn
Erste internationale Erfahrungen sammelte Erik Kostryzja im Jahr 2018, als er bei den U18-Europameisterschaften in Győr über 200 Meter an den Start ging. Da er aber bereits zu alt war, wurde er nachträglich disqualifiziert. Kurz darauf startete er mit der ukrainischen 4-mal-100-Meter-Staffel bei den U20-Weltmeisterschaften in Tampere, verpasste dort aber mit 41,09 s den Finaleinzug. Im Jahr darauf schied er bei den U23-Europameisterschaften im schwedischen Gävle im 200-Meter-Lauf mit 21,54 s in der ersten Runde aus und wurde im Staffelbewerb in der Vorrunde disqualifiziert. Anschließend siegte er bei den Balkan-Meisterschaften in Prawez in 40,40 s mit der Staffel. 2021 erreichte er bei den Halleneuropameisterschaften in Toruń das Halbfinale im 60-Meter-Lauf und schied dort mit 6,72 s aus. Anfang Mai schied er dann bei den World Athletics Relays im polnischen Chorzów mit 39,06 s im Vorlauf in der 4-mal-100-Meter-Staffel aus. Anschließend schied er bei den U23-Europameisterschaften in Tallinn mit 10,58 s und 21,54 s jeweils in der ersten Runde über 100 und 200 Meter aus und gewann aber mit der 4-mal-100-Meter-Staffel in 39,45 s die Bronzemedaille hinter den Teams aus Deutschland und Spanien. 2023 wurde er bei der 2. Liga der Team-Europameisterschaft im Rahmen der Europaspiele in 39,03 s Erster im Staffelbewerb. Im Jahr darauf entschied er bei den Balkan-Meisterschaften in Izmir in 21,63 s den C-Lauf über 200 Meter für sich.
2020 wurde Kostryzja ukrainischer Hallenmeister im 60-Meter-Lauf.

## Persönliche Bestzeiten
- 100 Meter: 10,36 s (−1,2 m/s), 12. Juni 2021 in Erzurum
  - 60 Meter (Halle): 6,68 s, 28. Januar 2023 in Kiew
- 200 Meter: 21,03 s (+2,0 m/s), 18. Mai 2021 in Luzk
  - 200 Meter (Halle): 22,77 s, 10. Januar 2018 in Kiew